# Susan Stryker
Susan O'Neal Stryker, född 1961, är en amerikansk docent, författare, filmskapare och teoretiker vars arbete fokuserar på kön och mänsklig sexualitet. Hon är docent i kvinno- och genusstudier och har bland annat grundat Transgender Studies Initiative vid University of Arizona. Stryker är för närvarande (2019–2020) gästforskare i genus- och sexualitetsstudier vid Yale University. Hon är författare till flera böcker om HBTQ-historia och -kultur.

## Biografi
1992 avlade Stryker sin doktorsexamen i USA:s historia vid University of California, Berkeley med avhandlingen Making Mormonism: A Critical and Historical Analysis of Cultural Formation.
Stryker kom ut som transperson i slutet av 1980-talet.1994 publicerade hon sin första vetenskapliga artikel "My Words to Victor Frankenstein Above the Village of Chamounix". Artikeln var, vid sidan om den australiensiska sociologen Roberta Perkins research, en av de första referentgranskade artiklarna som skrevs av en öppen transperson.
Hon tilldelades ett postdoktoralt stipendium för sexualitetsstudier vid Stanford University. Stipendiet var sponsrat av Social Science Research Council och Ford Foundation. Från 1999 till 2003 var hon verkställande direktör för GLBT Historical Society i San Francisco.
Stryker är idag docent i genus- och kvinnostudier vid University of Arizona och var mellan 2011 och 2016 chef för universitetets institut för HBTQ-studier. Hon är redaktör för TSQ: Transgender Studies Quarterly, en tidskrift som hon också var med och grundade. Stryker har även varit gästforskare vid Harvard University, University of California, Santa Cruz och Simon Fraser University.

## Publikationer
Stryker har publicerat en rad framstående böcker om HBTQ-kultur och -historia. Hon har blivit nominerad till Lambda Literary Award fyra gånger, varav hon vann 2006 för The transgender studies reader.
Stryker har även producerat ett antal filmer om HBTQ-historia och vann en Emmy award för sin regi av dokumentärfilmen Screaming Queens: The Riot at Comptons Cafeteria. Filmen handlar om upploppen vid Gene Comptons Cafeteria 1966.

## Filmografi
- Screaming Queens: The Riot at Comptons Cafeteria (2005)
- Forever's Gonna Start Tonight (2009)
- Christine in the Cutting Room (2013)
- Disclosure: Trans Lives on Screen (2020)